# マイケル・ハウスマン
マイケル・ハウスマン（Michael Hausman）は、アメリカ合衆国の映画プロデューサー。

## プロフィール
ニューヨーク生まれでコーネル大学卒業。
1971年、ミロス・フォアマン監督の『パパ/ずれてるゥ!』でプロダクション・マネージャーを務める。その後『アマデウス』、『マン・オン・ザ・ムーン』、『ギャング・オブ・ニューヨーク』など、多数の作品において製作また製作総指揮を務めている。

## 作品
- ラグタイム Ragtime (1981)
- シルクウッド Silkwood (1983)
- アマデウス Amadeus (1984)
- プレイス・イン・ザ・ハート Places in the Heart (1984)
- ノー・マーシイ/非情の愛 No Mercy (1986)
- スリル・オブ・ゲーム House of Game (1987)
- 週末はマフィアと! Things Change (1988)
- 殺人課 Homicide (1991)
- ザ・ファーム 法律事務所 The Firm (1993)
- ノーバディーズ・フール Nobody's Fool (1994)
- ラリー・フリント The People vs. Larry Flynt (1996)
- トワイライト 葬られた過去 Twilight (1998)　日本未公開
- マン・オン・ザ・ムーン Man on the Moon (1999)
- ギャング・オブ・ニューヨーク Gangs of New York (2002)
- ブロークバック・マウンテン Brokeback Mountain (2005)
- オール・ザ・キングスメン All the King's Men (2006)